# Tse Bonito
Tse Bonito (Navajo: Tsé Biniiʼ Tó) ist ein Dorf im McKinley County im US-Bundesstaat New Mexico. 
Der Ort hat 261 Einwohner auf einer Fläche von 3,7 km². Die Bevölkerungsdichte liegt bei 71,5/km². Tse Bonito liegt direkt an der Grenze zum US-Bundesstaat Arizona und zum Navajo Nation Reservation. Das Dorf wird von der New Mexico State Route 264 tangiert.